# Balanodes
Balanodes es un género de coleópteros de la familia Anthribidae.

## Especies
Contiene las siguientes especies:
- Balanodes tomentosus Waterhouse, 1876